# 扭喙薹草
扭喙薹草（学名：Carex melinacra）为莎草科薹草属的植物，是中国的特有植物。分布在中国大陆的云南西北部、四川西南部等地，生长于海拔2,100米至3,450米的地区，一般生长在山谷或湿润草地。

## 变种
昌宁薹草（学名：Carex melinacra var. changning）是莎草科薹草属扭喙薹草的变种。分布于中国大陆的云南等地，生长于海拔2,300米至3,000米的地区，多生在溪边。